# كاتالدو كوزا
كاتالدو كوزا (بالألمانية: Cataldo Cozza)‏ هو لاعب كرة قدم ألماني في مركز الدفاع، ولد في 13 أبريل 1985 في رمشايد في ألمانيا. لعب مع بادربورن 07 وباير 04 ليفركوزن ودينامو درسدن ونادي فيكتوريا كولن.

## وصلات خارجية
- كاتالدو كوزا على موقع قاعدة بيانات كرة القدم.إي يو (الإنجليزية)
- كاتالدو كوزا على موقع بيانات كرة القدم. دي إي (الألمانية)
- كاتالدو كوزا على موقع عالم كرة القدم.نت (الإنجليزية)